# Фейн, Томас, 8-й граф Уэстморленд
То́мас Фе́йн, 8-й гра́ф Уэстморленд (англ. Thomas Fane, 8th Earl of Westmorland; 1701 — 25 ноября 1771) — британский аристократ и политический деятель, 8-й граф Уэстморленд (1762–1771).

## Биография
Томас Фейн был вторым сыном в семье Генри Фейна из Браймптона и его жены Анны Скруп, дочери Томаса Скрупа и Мэри Хук. Его прадедом был Адриан Скруп, деятель Английской революции и один из цареубийц короля Карла I
В молодые годы получил юридическое образование и работал адвокатом и клерком сообщества торговцев Бристоля. Томас унаследовал семейные владения Скрупов, став богатым землевладельцем.
В 1753 году был избран в парламент и заседал в Палате общин до 1762 года, когда после смерти своего родственника унаследовал его титулы, в том числе и титул графа Уэстморленд.
Скончался 25 ноября 1771 года в возрасте 70 лет, его титулы унаследовал старший сын Джон.